# Banksiasläktet
Banksiasläktet (Banksia) är ett släkte i familjen proteaväxter med ungefär 75–80 arter av buskar och små träd som kan bli upp till 25 meter höga. Släktet är uppkallat efter botanikern Joseph Banks som upptäckte det vid Botany Bay 1770, underarten Banksia solandri är namngiven efter botanikern Daniel Solander. Banksiorna är endemiska i Australien, förutom arten Banksia dentata som även finns på några öar norr om Australien, bland annat Nya Guinea.

## Beskrivning
Alla banksiaarter har tättsittande blommor i axliknande blomställningar. En enda blomställning kan ha fler än tusen blommor. Blommorna är små och rika på nektar, vilket gör att de lockar till sig fåglar och snabelpungdjur. Blomfärgen är vanligen någon nyans av gult, men även orange, röda och rosa blommor förekommer. Frukterna är vedartade. Trots det stora antalet blommor så utvecklar få av dem frukter. Bladen är oftast långa, smala och tandade. 
De flesta arter i banksiasläktet trivs bäst i full sol och väldränerad, sandig, näringsfattig jord. 